# 4 octobre 1911
Le mercredi 4 octobre 1911 est le 277e jour de l'année 1911.

## Naissances
- Bas Paauwe (mort le 27 février 1989), footballeur néerlandais
- Francisco Dosamantes (mort le 18 juillet 1986), artiste et éducateur mexicain
- Jacques Miquelon (mort le 16 juin 2004), personnalité politique canadienne
- Marcel Cerf (mort le 1er janvier 2010), photographe et historien français
- Martin Matsbo (mort le 6 septembre 2002), fondeur suédois

## Décès
- Joseph Bell (né le 2 décembre 1837), médecin écossais
- Victor Hadwiger (né le 6 décembre 1878), écrivain allemand